# 2011 en Finlande
Chronologie de la Finlande
- 2007
- 2008
- 2009
- 2010
- 2011
- 2012
- 2013
- 2014
- 2015

Cette page concerne les évènements survenus en 2011 en Finlande :

## Événements

### Janvier
- 1er janvier : 
  - Fusions municipales en Finlande :
    - Kuhmalahti → Kangasala.
    - Artjärvi → Orimattila.
    - Kylmäkoski → Akaase.
    - Varpaisjärvi → Lapinlahti.
    - Karttula → Kuopio.
    - Oravainen et Vöyri-Maksamaa ont fusionné pour former la commune de Vöyri.

  - Turku, en Finlande, et Tallinn, en Estonie, sont nommées capitales européennes de la culture.
  - Début des diffusions HD du réseau Antenna en Finlande.
- 4 janvier : éclipse solaire partielle, visible en Finlande, à l’exception de la Laponie.
- 18-19 janvier : la présidente Tarja Halonen s'est rendue à Mazar-i-Sharif, en Afghanistan, pour rencontrer les soldats de la paix finlandais et rencontrer le commandant de la région nord, le général de division Hans-Werner Fritz. Pour des raisons de sécurité, la visite n'a été annoncée qu'après le début du voyage de retour.
- 28 janvier : le procureur général adjoint Jorma Kalske a décidé de porter plainte pour corruption contre l'ancien ministre des Affaires étrangères Ilkka Kanerva. Les accusations incluent le PDG Kyösti Kakkonen, l'homme d'affaires Toivo Sukari et les anciens directeurs des sociétés Nova Arto Merisalo et Tapani Yli-Saunamäki. Kanerva est soupçonné d'avoir perçu plus de 50 000 euros d'avantages de la part d'entreprises qui projetaient de grands centres commerciaux dans le sud-ouest de la Finlande, où il présidait le conseil d'administration de la Fédération du sud-ouest de la Finlande. Tous les accusés ont nié ces accusations.

### Février
- 15 février : le lieutenant finlandais Jukka Kansonen, 38 ans, a été tué dans un attentat à la bombe dans le nord de l'Afghanistan. Kansonen voyageait à bord d'un véhicule blindé de transport de troupes qui a été touché par une bombe placée en bord de route et a succombé après avoir été écrasé sous le véhicule qui s'est renversé lors de l'explosion. Les deux autres personnes à bord du véhicule n'ont pas été blessées. Kansonen était le deuxième Finlandais à perdre la vie lors d'une opération de maintien de la paix en Afghanistan.
- 22 février : le Parlement a décidé, conformément à la proposition de la Commission des affaires constitutionnelles, qu'il n'y avait aucune raison de poursuivre l'ancien Premier ministre Matti Vanhanen devant la Cour suprême en raison de soupçons d'incompétence. Le président de la Commission des affaires constitutionnelles, Kimmo Sasi, et le vice-président, Jacob Söderman, ont proposé de supprimer la Cour suprême en raison de son utilité limitée et de transférer à l'avenir les poursuites contre les ministres à la Cour d'appel. La Cour suprême ne s'était réunie que quatre fois depuis l'indépendance de la Finlande, la dernière fois en 1993.

### Mars
- 7 mars : le vice-président américain Joe Biden a effectué une brève visite en Finlande et a invité la présidente Tarja Halonen à effectuer une visite de retour aux États-Unis. Biden était le premier dirigeant américain de haut rang à se rendre en Finlande depuis Bill Clinton, qui avait rencontré le président russe de l'époque, Boris Eltsine, à Helsinki en 1997.
- 11 mars : la présidente Tarja Halonen a nommé Erkki Liikanen, gouverneur de la Banque de Finlande, pour un deuxième mandat de sept ans, conformément à la proposition du gouvernement et des commissaires parlementaires aux banques.

### Avril
- 17 avril : Élections législatives finlandaises de 2011. Le seul vainqueur fut le Parti des Finlandais, qui gagna 34 sièges supplémentaires et devint le troisième parti, dépassant le Parti du centre. Le Parti de la coalition devint le premier parti pour la première fois, et le Parti social-démocrate le deuxième. Plusieurs députés revinrent au Parlement après de très longues interruptions.
- 28 avril : le nouveau Parlement a commencé ses travaux. Ben Zyskowicz, du Parti de la coalition nationale, a été élu président, Jutta Urpilainen, du Parti social-démocrate, première vice-présidente, et Anssi Joutsenlahti, du Parti des Finlandais, deuxième vice-président.
- 29 avril : le groupe de médias Sanoma a vendu la maison d'édition WSOY à la maison d'édition suédoise Bonnier. Parallèlement, Sanoma a acquis une part importante des activités d'édition de manuels scolaires de Bonnier en Finlande et en Suède. La situation interne chaotique de WSOY était depuis longtemps au centre de l'attention publique. En mars, Sanoma avait vendu la chaîne de cinéma Finnkino à un investisseur suédois et, début avril, avait acquis cinq chaînes de télévision aux Pays-Bas et en Belgique.

### Mai
- 9 mai : Sampo Terho, chercheur à l'Université de défense nationale, est devenu membre du Parlement européen en tant que représentant du Parti finlandais après le retour de Timo Soini au Parlement.
- 10 mai : la Finlande participe à la première demi-finale du Concours  Concours Eurovision de la chanson 2011.
- 12 mai : le Parti des Finlandais a annoncé son retrait des négociations de formation du gouvernement de coalition de Jyrki Katainen, car son opinion sur les mesures de soutien de l'UE aux pays dits en crise et les accords de stabilité divergeait trop de celle des autres partis. Le groupe parlementaire du parti a décidé à l'unanimité de rester dans l'opposition.
- 13 mai : le Parti communiste de Finlande, le Parti communiste des travailleurs et le Parti des aînés finlandais ont été radiés du registre des partis après s'être retrouvés sans représentants lors de deux élections consécutives.
- 15 mai : la Finlande remporte le Championnat du monde de hockey sur glace 2011 pour la deuxième fois depuis 1995. La finale contre la Suède s'est soldée par un score de 6-1.
- 16 mai : près de 100 000 personnes ont célébré l'équipe nationale finlandaise de hockey sur glace sur la place du Marché d'Helsinki. La présidente Tarja Halonen a également félicité les champions du hockey.
- 25 mai : le Parlement a approuvé le plan d'aide finlandais au Portugal par 137 voix contre 49. Sept députés se sont abstenus et six étaient absents. Le Parlement a alors exceptionnellement voté sur un vote de confiance au gouvernement, qui avait déjà demandé sa démission.
- 26 mai : le Parti des Finlandais a publié une déclaration antiraciste, dans laquelle le parti se distancie des déclarations données au journal Jämsän Seutu par le député Teuvo Hakkarainen un peu plus tôt.

### Juin
- 22 juin : la présidente Tarja Halonen accepte la démission du gouvernement de Mari Kiviniemi et nomme un gouvernement à six partis dirigé par Jyrki Katainen. Jutta Urpilainen, du Parti social-démocrate, devient la première femme de l'histoire finlandaise à être nommée ministre des Finances. La députée européenne Heidi Hautala devient ministre de la Coopération au développement et est remplacée au Parlement européen par Tarja Cronberg, ancienne députée et présidente de la Ligue verte.entrée en fonction du gouvernement Katainen (Kataisen hallitus, en finnois et Regeringen Katainen, en suédois). C'est le gouvernement de la République de Finlande du 22 juin 2011 au 24 juin 2014, durant la trente-sixième législature de la Diète nationale.

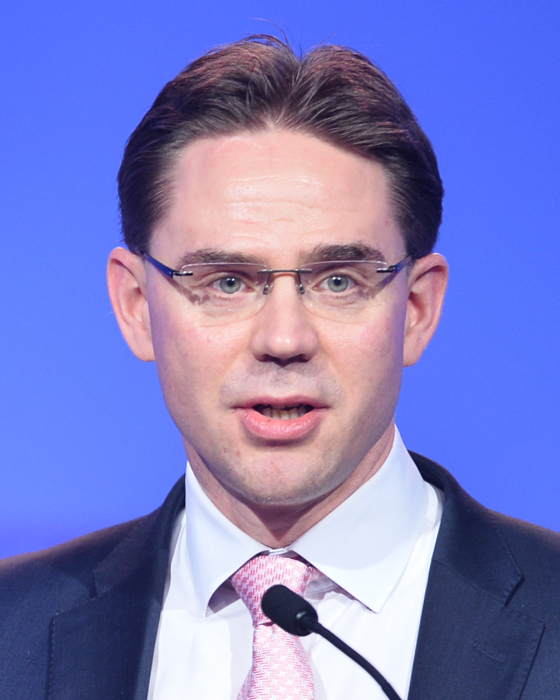
Jyrki Katainen.

### Juillet
- 15 juillet : le Secrétaire général de l’ONU Ban Ki-moon est arrivé en Finlande[1] pour une visite et a participé à une réunion de discussion à la Suomi-areena à Pori.
- 22 juillet : la Finlande reconnaît le Soudan du Sud[2] et établit des relations diplomatiques avec lui.

### Août
- 18 août : la Chine a officiellement protesté auprès de l'Estonie à la suite de la rencontre du président Toomas Hendrik Ilves avec le 14e Dalaï Lama, chef spirituel du Tibet, que les dirigeants chinois considéraient comme un « dangereux agitateur ». Le lendemain, le Dalaï Lama est arrivé en Finlande pour une visite, où il a rencontré, entre autres, la ministre du Développement Heidi Hautala et le député de la Ligue verte Pekka Haavisto.
- 31 août : la présidente Tarja Halonen et le Dr Pentti Arajärvi se sont rendus en Mongolie pour une visite officielle. Mme Halonen a été la première cheffe d'État nordique à effectuer une visite d'État dans le pays. Une délégation d'entreprises finlandaises de haut niveau a participé à cette visite.

### Septembre
- 15 septembre : le député Jussi Halla-aho a été suspendu du groupe parlementaire du Parti des Finlandais pour deux semaines. Cette décision faisait suite à une publication sur Facebook dans laquelle il recommandait aux autorités grecques de « mettre en échec les grévistes et les émeutiers ». Le président Timo Soini avait initialement demandé une suspension d'un mois.
- 16 septembre : 
  - le Parti du centre finlandais a interpellé le gouvernement de Jyrki Katainen concernant son projet de réforme municipale. Cette question demandait comment le gouvernement entendait garantir aux citoyens des chances égales d'influencer la situation dans toute la Finlande. Le gouvernement avait précédemment annoncé qu'il ne mènerait pas à terme le projet Paras, lancé par le gouvernement précédent.
  - le Service finlandais de renseignement a annoncé la première arrestation de deux personnes d'origine étrangère en lien avec le terrorisme international en Finlande. Elles sont soupçonnées de collecte de fonds et de recrutement pour soutenir le terrorisme. Selon le Service de sécurité, leurs liens avec le groupe terroriste somalien Al-Shabaab sont avérés.

### Octobre
- 14 octobre : Britney Spears est venue en Finlande pour sa tournée Femme Fatale.
- 16 octobre : Élections législatives ålandaises de 2011.
- 31 octobre : la Palestine a été admise comme membre de l'Organisation des Nations Unies pour l'éducation, la science et la culture (UNESCO) lors d'une réunion de l'organisation à Paris. Les États-Unis, Israël, l'Allemagne, les Pays-Bas et la Suède ont voté contre l'adhésion, tandis que la Russie, la Chine, la France, la Norvège et la Finlande ont voté pour. Le Royaume-Uni s'est abstenu.

### Novembre
- 4 novembre : adoption d'une loi modifiant la Constitution finlandaise. Une disposition relative à l'initiative citoyenne a été ajoutée à la Constitution. Parallèlement, les dispositions relatives à la procédure d'examen des traités ont été modifiées et une référence à l'appartenance de la Finlande à l'Union européenne a été ajoutée à l'article premier de la Constitution.

### Décembre
- 12 décembre : 
  - le Parti communiste de Finlande est réadmis au registre des partis après avoir collecté les 5 000 cartes d'adhérents requises.
  - la Cour d'appel de Kouvola a condamné le député du Parti finlandais James Hirvisaari à une amende pour incitation à la haine contre un groupe national. Le tribunal de district de Päijät-Häme avait auparavant rejeté les accusations contre Hirvisaari. Immédiatement après la décision de la Cour d'appel, Hirvisaari a annoncé qu'il ferait appel devant la Cour suprême.
- 13 décembre : un tribunal slovène a condamné la Société finlandaise de radiodiffusion à verser 15 000 euros de dommages et intérêts à l'ancien Premier ministre Janez Janša. Janša avait initialement réclamé 1,5 million d'euros de dommages et intérêts. À l'automne 2008, Ylesradio a rapporté dans l'émission télévisée MOT que Janša avait accepté des pots-de-vin du groupe finlandais d'équipement de défense Patria dans le cadre de ventes de véhicules blindés. Les enquêtes sur cette affaire de corruption étaient toujours en cours en Slovénie et en Finlande.
- 26 décembre : cyclone Dagmar (en), Tapanien Finlande, a été surnommé la pire tempête qu'ait connue la Finlande depuis 10 ans[3]. Plus de 200 000 foyers ont été privés d'électricité après la chute d'arbres sur les lignes électriques. La chute des arbres a été en partie facilitée par le sol humide et sans gel. Deux jours plus tard, plus de 100 000 foyers étaient toujours privés d'électricité ; la situation la plus grave se situait à Savo, Satakunta, dans le sud-ouest de Häme et dans l'ouest d'Uusimaa. La circulation ferroviaire a été interrompue sur plusieurs sections de la voie ferrée après que des arbres aient gravement endommagé les caténaires et les équipements de contrôle du trafic. On a estimé qu'il faudra plusieurs jours pour réparer les dégâts causés par la tempête. Cette même tempête a également fait monter les températures, battant largement les records de chaleur historiques dans le sud de la Finlande, les températures atteignant simultanément 9,9 °C à Helsinki, Jomala, Kemiö et Salo, un nouveau record. Ailleurs, la chaleur a également été exceptionnellement élevée pour la période de l'année.

## Sport
- Championnat de Finlande de football 2011.
- Championnat de Finlande de hockey sur glace 2010-2011.
- Nordic Opening 2011-2012.
- Rallye de Finlande 2011.

## Culture

### Sortie de film
- Le Havre (film).
- Modern Times Forever.
- Very Cold Trip.